# Gandhinagar
Gandhinagar es la capital del estado de Guyarat, en el oeste de India. Gandhinagar está localizada aproximadamente a 32 kilómetros de Ahmedabad, la ciudad más grande de Guyarat, en el punto central oeste del corredor industrial entre Nueva Delhi, la capital política de India y Bombay, la capital financiera de la India.

## Demografía
A partir del censo de 2001 en India, Gandhinagar tuvo una población de 195 891. Los hombres constituyen el 53 % de la población y las mujeres el 47 %. Gandhinagar tiene un índice promedio de 77.11 %: la alfabetización masculina es del 82 % y la alfabetización femenina es del 73 %. En Gandhinagar, el 11 % de la población tiene menos de 6 años de edad. Más del 95 % de la población de Gandhinagar es hinduista.

## Geografía
Gandhinagar tiene una elevación promedio de 81 metros. La ciudad se encuentra en las orillas del río Sabarmati. Los 20 543 km² alrededor de Gandhinagar se define por tramos en el territorio guyaratí. Tiene un área de 205 km² (79.15 millas cuadradas). El río se seca con frecuencia en el verano, dejando solo un pequeño charco de agua.

## Clima
Gandhinagar tiene un clima monzónico, con tres estaciones principales, verano, monzón e invierno. El clima generalmente es seco y caliente fuera de la estación monzónica. El clima es cálido desde marzo hasta junio, cuando la temperatura máxima se queda en un intervalo de 36 °C y 42 °C, y el mínimo intervalo es de 19 °C y 27 °C. 
Hace frío pero nunca demasiado frío desde noviembre hasta febrero, la temperatura máxima promedio es alrededor de 29 °C, la temperatura mínima es 14 °C, y el clima es extremadamente seco. El monzón del suroeste trae un clima húmedo desde mitad de junio hasta mitad de septiembre. La precipitación media anual es de alrededor de 803.4 mm.